# Dakota Kai
Cheree Georgina Crowley (n. 6 mai 1988, Auckland, Noua Zeelandă) este o luptătoare profesionistă din Noua Zeelandă. Ea este semnată cu WWE, unde evoluează în brandul Raw cu numele de ring Dakota Kai și este membră a Damage CTRL. Kai a fost de două ori campioană WWE Women's Tag Team cu Iyo Sky. Ea este, de asemenea, cunoscută pentru timpul petrecut în NXT, unde a câștigat premiul inaugural Women's Dusty Rhodes Tag Team Classic și a fost de două ori campioană NXT Women's Tag Team.
Înainte de a semna cu WWE, ea a luptat sub numele de ring Evie și a evoluat pentru Impact Pro Wrestling (IPW) în Noua Zeelandă, Pro Wrestling Women's Alliance (PWA) din Australia, promoțiile americane Shimmer Women Athletes și Shine Wrestling, precum și promoțiile japoneze Pro Wrestling Zero1 și World Wonder Ring Stardom.